# Aleuropteryx multispinosa
Aleuropteryx multispinosa är en insektsart som beskrevs av Meinander 1998. Aleuropteryx multispinosa ingår i släktet Aleuropteryx och familjen vaxsländor. Inga underarter finns listade i Catalogue of Life.